# Hallrätt
Hallrätt eller hall- och manufakturrätt, är en specialdomstol och tillsynsmyndighet över fabriker och manufakturer, i samhällen där korporationer har särskilda jurisdiktioner över sina specialområden. 
Hallrätterna uppstod som ett förstatligande av sysslor och plikter som skråsystemet utfört.

## Hallrätter i Sverige

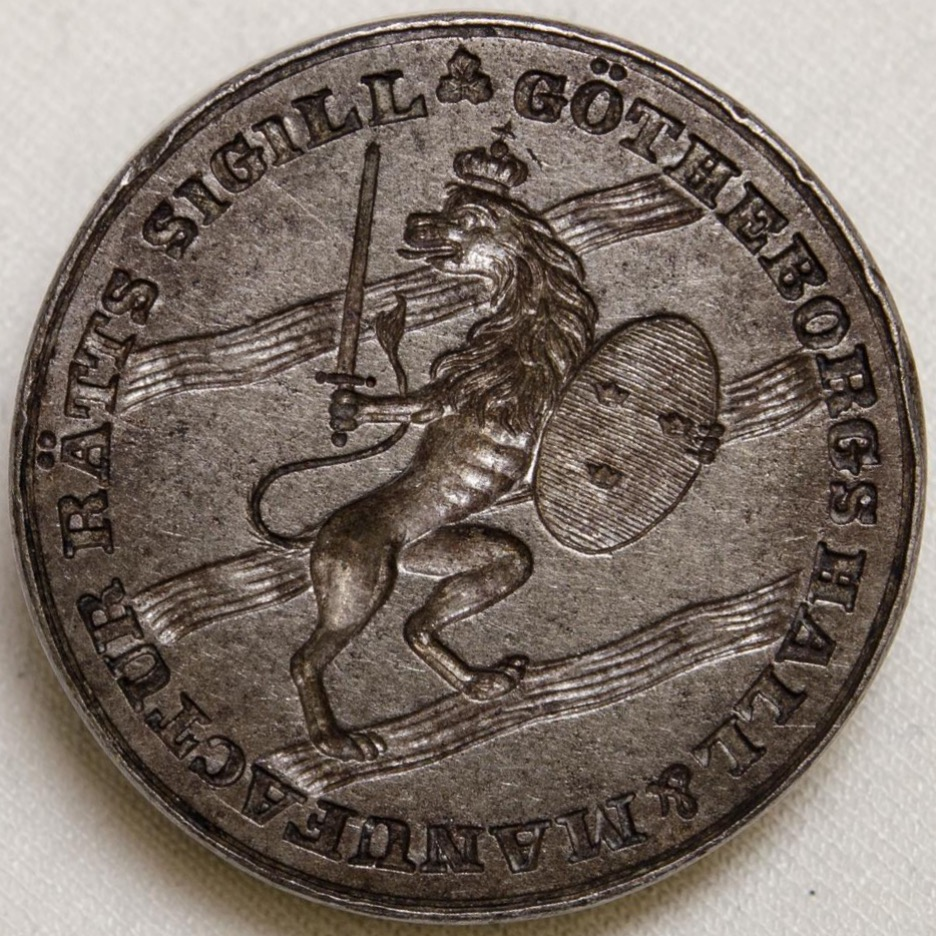
Sigill för hall- och manufakturrätten i Göteborgs stad, från 1600-talet. (Göteborgs stadsmuseum).

Hallrätter förekom förr i Sverige för att utöva tillsyn och domsrätt över industrialiserat hantverk, fabriker och manufakturer enligt 1739 års lagstiftning. Industrierna innefattade textilindustrin, sockerindustrin, tobaksindustrin, glasbruk, porslinsbruk, pappersbruk, pottaskebruk, såpsjuderier, Berlinerblåfabriker, med mera. Eftersom industrierna ifråga var belägna i städer, var också hallrätterna belägna där. Under mitten av 1700-talet var 15% av invånarna i Stockholms stad knutna till fabriker, varför hallrätterna utövade myndighet över ett stort antal personer. Allt eftersom hantverk började utföras industriellt vid dessa fabriker, kom hallrätten att överta vissa funktioner som skråväsendet haft, som kvalitetssäkring och utnämningar till mästare. Skråväsendet förekom dock formellt sett parallellt med hallrätten tills den avskaffades.
Ordförande i hallrätten var en magistrat, dess övriga ledamöter till antalet (enligt 1770 års hallordning) åtta i Stockholm, fyra i annan stad. Bisittarna var yrkespersoner verksamma inom hallrättens område.
Hallrätterna meddelade tillstånd till anläggning av manufakturer och fabriker och utövade för dessa både inspekterande och dömande myndighet. Särskilda processuella bestämmelser åsyftade en skyndsam behandling av rättegångsmålen. Den juridiska kontrollen var huvuduppgiften, därnäst att föra statistik att redovisa för Kommerskollegium. Statistiken gällde bland annat att förteckna vilka som verkligen arbetade vid fabrikerna, en uppgift som var ett led i lösdriverilagstiftningen. En anställd hade, i motsats till lösdrivare, laga försvar genom hallrätten. Sedan Kunglig Majestät år 1800 funnit att spinnerskornas inkomster var alltför usla, ålades hallrätterna att redovisa de anställdas löner. Fabriksberättelser var ytterligare en uppgift hallrätten hade att föra.
Till hallrätterna hörde mål och ärenden angående arbetets bedrivande, inteckning av förlag, förhållandet mellan mästare och arbetare, approbering som mästare och som gesäll, vissa särskilt angivna brottmål, såsom angående arbetares uppstudsighet emot mästare och missförhållanden på verkstad; vidare utövades tillsyn över verkstäderna och de tillverkade varornas beskaffenhet, till exempel genom hallstämpling. 
Enligt 1770 års hallordning kunde hallrätts utslag överklagas till magistraten (i s.k. ekonomimål) eller till Kommerskollegium (i skuldfordringsmål samt politi- och brottmål). Kommerskollegiets befogenhet överflyttades 1828 på hovrätterna. 
Hallrätterna upphävdes 1846, som överförde deras göromål till magistraterna (i Stockholm Politi-, ämbets- och byggningskollegium). Den rättsliga reglering av hantverk och industri, i vilken hallrätterna utgjorde ett led, avlöstes av andra och friare former genom 1846 och 1864 års näringslagstiftning.